# Gray Simons

Zawodnik Army Black Knights

Elliott Gray Simons (ur. 13 sierpnia 1939 w Norfolk) – amerykański zapaśnik walczący w stylu wolnym. Dwukrotny olimpijczyk. Zajął piąte miejsce w Rzymie 1960 i siódme w Tokio 1964. Startował w kategorii do 52 kg.
Zawodnik Granby High School w Norfolk i Lock Haven University. Trzy razy All-American w NCAA Division I (1960–1962). Pierwszy w 1960, 1961 i 1962. Zdobył też tytuł "Outstanding Wrestler" w 1961 i 1962 roku.
Następnie w West Point, wygrał mistrzostwa świata wojskowych w 1963. Potem trener zapasów. Od 1964 roku w Lock Haven; w latach 1970–75 w Indiana State University, 1975–1986 w University of Tennessee, a potem do 2003 roku w Old Dominion University.

## Letnie Igrzyska Olimpijskie 1960
| Konkurencja      | Rundy eliminacyjne      | Rundy eliminacyjne  | Rundy eliminacyjne   | Rundy eliminacyjne | Rundy eliminacyjne         | Klas. końcowa |
| Konkurencja      | Przeciwnik I            | Przeciwnik II       | Przeciwnik III       | Przeciwnik IV      | Przeciwnik V               | Miejsce       |
| ---------------- | ----------------------- | ------------------- | -------------------- | ------------------ | -------------------------- | ------------- |
| 52 kg styl wolny | Bengt Frännfors (SWE) Z | Ahmet Bilek (TUR) P | Jorge Rosado (MEX) Z | Ali Alijew (URS) Z | Masayuki Matsubara (JPN) P | 5.            |

## Letnie Igrzyska Olimpijskie 1964
| Konkurencja      | Rundy eliminacyjne   | Rundy eliminacyjne | Rundy eliminacyjne  | Rundy eliminacyjne        | Klas. końcowa |
| Konkurencja      | Przeciwnik I         | Przeciwnik II      | Przeciwnik III      | Przeciwnik IV             | Miejsce       |
| ---------------- | -------------------- | ------------------ | ------------------- | ------------------------- | ------------- |
| 52 kg styl wolny | Stojko Małow (BUL) Z | Ali Alijew (URS) R | Malwa Singh (IND) Z | Ali Akbar Hejdari (IRI) R | 7.            |